# لي فريدمان
لي فريدمان (بالإنجليزية: Lee Freedman)‏ هو مدرب خيول أسترالي، ولد في 12 أغسطس 1956 في سيدني في أستراليا.